# ليجازبي
ليجازبي (بالإنجليزية: City of Legazpi) هي مدينة في الفلبين، تتبع ألباي، هي عاصمة ألباي، بلغ عدد سكانها 182٬201  نسمة، في 2010، تبلغ مساحتها 153٫70 كيلومتر مربع، رمزها البريدي هو 4500.

## الموقع
تشترك في الحدود مع:
- Daraga [الإنجليزية]‏
- Castilla, Sorsogon [الإنجليزية]‏
- Santo Domingo, Albay [الإنجليزية]‏
- Manito, Albay [الإنجليزية]‏
- Pilar, Sorsogon [الإنجليزية]‏.

## المناخ
يظهر الجدول التالي التغييرات المناخية على مدار السنة لليجازبي:
| البيانات المناخية لـليجازبي       | البيانات المناخية لـليجازبي | البيانات المناخية لـليجازبي | البيانات المناخية لـليجازبي | البيانات المناخية لـليجازبي | البيانات المناخية لـليجازبي | البيانات المناخية لـليجازبي | البيانات المناخية لـليجازبي | البيانات المناخية لـليجازبي | البيانات المناخية لـليجازبي | البيانات المناخية لـليجازبي | البيانات المناخية لـليجازبي | البيانات المناخية لـليجازبي | البيانات المناخية لـليجازبي |
| الشهر                             | يناير                       | فبراير                      | مارس                        | أبريل                       | مايو                        | يونيو                       | يوليو                       | أغسطس                       | سبتمبر                      | أكتوبر                      | نوفمبر                      | ديسمبر                      | المعدل السنوي               |
| --------------------------------- | --------------------------- | --------------------------- | --------------------------- | --------------------------- | --------------------------- | --------------------------- | --------------------------- | --------------------------- | --------------------------- | --------------------------- | --------------------------- | --------------------------- | --------------------------- |
| الدرجة القصوى °م (°ف)             | 32.7 (90.9)                 | 33.7 (92.7)                 | 35.0 (95.0)                 | 36.5 (97.7)                 | 37.7 (99.9)                 | 37.6 (99.7)                 | 36.6 (97.9)                 | 36.9 (98.4)                 | 36.0 (96.8)                 | 35.3 (95.5)                 | 34.4 (93.9)                 | 33.2 (91.8)                 | 37.7 (99.9)                 |
| متوسط درجة الحرارة الكبرى °م (°ف) | 28.8 (83.8)                 | 29.3 (84.7)                 | 30.2 (86.4)                 | 31.6 (88.9)                 | 32.4 (90.3)                 | 32.2 (90.0)                 | 31.5 (88.7)                 | 31.5 (88.7)                 | 31.4 (88.5)                 | 31.0 (87.8)                 | 30.2 (86.4)                 | 29.1 (84.4)                 | 30.8 (87.4)                 |
| المتوسط اليومي °م (°ف)            | 26.0 (78.8)                 | 26.3 (79.3)                 | 27.0 (80.6)                 | 28.2 (82.8)                 | 28.9 (84.0)                 | 28.6 (83.5)                 | 28.1 (82.6)                 | 28.2 (82.8)                 | 28.0 (82.4)                 | 27.6 (81.7)                 | 27.2 (81.0)                 | 26.4 (79.5)                 | 27.5 (81.5)                 |
| متوسط درجة الحرارة الصغرى °م (°ف) | 23.2 (73.8)                 | 23.2 (73.8)                 | 23.8 (74.8)                 | 24.7 (76.5)                 | 25.3 (77.5)                 | 25.1 (77.2)                 | 24.7 (76.5)                 | 24.8 (76.6)                 | 24.5 (76.1)                 | 24.2 (75.6)                 | 24.2 (75.6)                 | 23.7 (74.7)                 | 24.3 (75.7)                 |
| أدنى درجة حرارة °م (°ف)           | 17.0 (62.6)                 | 16.0 (60.8)                 | 17.0 (62.6)                 | 16.7 (62.1)                 | 17.1 (62.8)                 | 18.9 (66.0)                 | 15.8 (60.4)                 | 19.4 (66.9)                 | 19.0 (66.2)                 | 17.2 (63.0)                 | 17.9 (64.2)                 | 13.9 (57.0)                 | 13.9 (57.0)                 |
| معدل هطول الأمطار مم (إنش)        | 311.7 (12.27)               | 236.4 (9.31)                | 193.8 (7.63)                | 171.2 (6.74)                | 186.6 (7.35)                | 230.5 (9.07)                | 259.8 (10.23)               | 222.5 (8.76)                | 285.9 (11.26)               | 333.0 (13.11)               | 480.3 (18.91)               | 520.2 (20.48)               | 3٬432٫1 (135.12)            |
| متوسط الأيام الممطرة (≥ 0.1 mm)   | 21                          | 15                          | 17                          | 15                          | 15                          | 17                          | 20                          | 18                          | 19                          | 21                          | 23                          | 23                          | 224                         |
| متوسط الرطوبة النسبية (%)         | 84                          | 82                          | 83                          | 82                          | 82                          | 82                          | 84                          | 84                          | 84                          | 86                          | 86                          | 85                          | 84                          |
| المصدر: PAGASA                    |                             |                             |                             |                             |                             |                             |                             |                             |                             |                             |                             |                             |                             |

## أعلام
- بوجس أدورنادو
- ميغيل وايت